# Eva Rohmann
Eva Rohmann, née Hahn le 17 mai 1944 à Gera (Allemagne) et morte le 21 novembre 2020, est une femme politique est-allemande. Membre du Parti socialiste unifié d'Allemagne (SED), elle est députée à la Chambre du peuple entre 1981 et 1990 ainsi que présidente de la Ligue démocratique des femmes d'Allemagne entre 1989 et 1990.

## Biographie
Fille d'un employé de banque, elle étudie, après l'obtention de son baccalauréat, à l'Institut pour la formation des enseignants (Institut für Lehrerbildung (de)) de Gera, entre 1960 et 1963. En 1962, elle devient membre de la Confédération des syndicats libres allemands (FDGB) et, en 1963, du Parti socialiste unifié d'Allemagne (SED). Jusqu'en 1965, elle travaille comme enseignante. En 1964, elle devient membre de la direction centrale de l'Organisation des pionniers Ernst Thälmann et, en 1965-1966, en est la vice-présidente pour le district de Gera. En 1967, elle est promue secrétaire de la Jeunesse libre allemande pour le même district. De 1967 à 1970, elle dirige la commission de la jeunesse et des sports du même district pour le SED.
En 1969, elle rejoint la Ligue démocratique des femmes d'Allemagne (DFD). De 1970 à 1973, elle étudie à la Parteihochschule Karl Marx et y obtient un diplôme en sciences sociales. De 1973 à 1982, elle est cheffe de département au sein du comité exécutif fédéral du DFD puis, jusqu'en 1989, membre du présidium et du secrétariat du comité exécutif fédéral.
En 1981, elle est élue à la Chambre du peuple et dirige à partir de 1984 le groupe parlementaire du DFD, succédant à Katharina Kern. De novembre 1989 à mars 1990, elle est membre du présidium de la Chambre.
Entre 1989 et 1990, elle est présidente de la DFD.
Elle vit depuis à Bruchmühle (Altlandsberg) (de), où elle s'investit dans la vie politique locale pour Die Linke, l'héritier du SED.

## Ouvrage
- Wendezeiten – Zeitenwende, Trafo-Verlag, Weist 1995.